# ديفيد إيتون (ملحن)
ديفيد إيتون (بالإنجليزية: David Eaton)‏ هو موزع وملحن أمريكي، ولد في 2 يوليو 1949.